# Orahili Huruna
Orahili Huruna is een bestuurslaag in het regentschap Nias Selatan van de provincie Noord-Sumatra, Indonesië. Orahili Huruna telt 589 inwoners (volkstelling 2010).